# Résolution 984 du Conseil de sécurité des Nations unies
Membres permanents
- Chine
- États-Unis
- France
- Royaume-Uni
- Russie

Membres non permanents
- Allemagne
- Argentine
- Botswana
- Honduras
- Indonésie
- Italie
- Nigéria
- Oman
- République tchèque
- Rwanda

Résolution no 983 Résolution no 985
Dans la résolution 984 du Conseil de sécurité des Nations unies, adoptée à l'unanimité le 11 avril 1995, le Conseil a donné des assurances aux États non dotés d'armes nucléaires qui étaient parties au Traité de non-prolifération nucléaire (TNP) contre la menace de prolifération nucléaire.
Le Conseil de sécurité a déclaré que tous les efforts devaient être faits pour éviter le danger de guerre nucléaire, pour empêcher la prolifération des armes nucléaires, pour faciliter la coopération internationale sur les utilisations pacifiques de l'énergie nucléaire et pour promouvoir l'importance du TNP. Il reconnaît l'intérêt des pays non dotés d'armes nucléaires à recevoir des garanties de sécurité et le fait que cette résolution constitue un pas dans cette direction.
Les membres permanents du Conseil (tous dotés de l'arme nucléaire) donnent des garanties de sécurité aux pays non nucléaires signataires du TNP, pour la première fois. Le Conseil de sécurité a reconnu la nécessité de donner des assurances aux États non dotés d'armes nucléaires et que les membres permanents du Conseil agiront, conformément aux stipulations pertinentes de la Charte des Nations unies, dans le cas où un pays serait menacé ou attaqué avec des armes nucléaires. Il a également reconnu que les États membres permanents porteraient de tels incidents à l'attention du Conseil de sécurité. Une assistance serait fournie dans tous les cas, sous la forme d'enquêtes et de mesures appropriées pour régler les différends et rétablir la paix et la sécurité internationales. Des mesures seraient également prises pour fournir une assistance technique, médicale, scientifique ou humanitaire en réponse à toute demande émanant d'un pays touché. En outre, des mesures appropriées seraient recommandées en matière d'indemnisation après un cas d'agression et l'intention de certains États de fournir une assistance immédiate à un pays touché a été saluée par le Conseil.
Tous les pays ont été invités, comme le prévoit l'article VI du TNP, à négocier des mesures de désarmement et un traité de désarmement complet sous contrôle international. Il a également réaffirmé le droit, en vertu de l'article 51 de la Charte, de se défendre si un pays était attaqué.
En vertu de la résolution 984, la France, la Russie, le Royaume-Uni et les États-Unis n'utiliseraient pas d'arme nucléaire à l'encontre d'un État non doté et parti au TNP sauf en cas d'une attaque à leur encontre ; seules les assurances de la Chine de ne pas utiliser d'armes nucléaires étaient inconditionnelles.

## Voir également
- Avis consultatif de la Cour internationale de Justice sur la Licéité de la menace ou de l'emploi d'armes nucléaires
- Liste des États dotés d'armes nucléaires
- Politique de l'énergie nucléaire
- Résolution 255 du Conseil de sécurité des Nations unies